# Kristian Pedersen
Kristian Pedersen (Ringsted, 4 agosto 1994) è un calciatore danese, difensore dello Swansea City.

## Caratteristiche tecniche
È un terzino sinistro.